# Богданово (Балтачевський район)
Богда́ново (рос. Богданово, башк. Боғҙан) — село у складі Балтачевського району Башкортостану, Росія. Входить до складу Богдановської сільської ради.
Населення — 454 особи (2010; 453 у 2002).
Національний склад:
- башкири — 56 %
- татари — 44 %